# Thymoites elongatus
Thymoites elongatus là một loài nhện trong họ Theridiidae.
Loài này thuộc chi Thymoites. Thymoites elongatus được miêu tả năm 2008 bởi Peng, Chang-Min Yin & Hu.